# گل‌باغی (چلیخان)
گل‌باغی (به ترکی استانبولی: Gölbağı) (به کردی: Ebdulxerab) (به ارمنی: Աբդուլխարաբ) یک منطقهٔ مسکونی کردنشین در ترکیه است که در چلیخان واقع شده‌است.